# 1974 Голяма награда на Великобритания
1974 Голяма награда на Великобритания е 25-о за Голямата награда на Великобритания и десети кръг от сезон 1974 във Формула 1, провежда се на 20 юли 1974 година на пистата Брандс Хач в област Кент, Великобритания.

## Репортаж
Общо 34 състезатели са записани за участие за ГП на Великобритания, като само най-бързите 25 имат право за участие за самото състезание. Джон Никълсън и неговия Линкар правят своя дебют, докато Токен и Троян са обратно в колоната като при предишния Дейвид Пърли е зад волана на RJ02. Лела Ломбарди, участник във Формула 5000 също прави своя дебют зад волана на миналогодишния Брабам BT42 (като номера на болида ѝ дойде качо част от сделката с Радио Люксембург), както и Майк Уайлдс, използвайки миналогодишния Марч използван от Хескет. Заедно с Лео Кинунен са и японския отбор Маки, които правят дългоочаквания си дебют след неуспешния опит да участват в Монако. Болидът F101 е пилотиран от новозеландеца Хоудън Гънли, макар че болида претърпя големи промени по дизайна преди това.
Въпреки отпадането в Дижон, Карлос Паче е повикан от заводския отбор на Брабам за заместник на Рики фон Опел, поради слабите резултати отстрана на лихтенщайнеца, което преля чашата на Бърни Екълстоун. Преди бразилецът да бъде нает от британския отбор те потърсиха Крис Еймън за заместник на фон Опел, но новозеландеца отказа поканата и вместо това си фокусира вниманието си върху своя отбор (които отново пропускат състезание). В Съртис, Йохен Мас отново е с различен съотборник, този път в лицето на британеца Дерек Бел. Франк Уилямс отново се обърна към Том Белсьо за втората кола на Исо Марлборо редом до Артуро Мерцарио, докато Гай Едуардс имаше тежък инцидент по време на състезание във Ф5000, като Питър Гетин зае мястото на сънародника си в отбора на Греъм Хил. Скудерия Финото планираха да участват с Анди Сътклиф, но накрая отбора реши да пропусне състезанието.

### Квалификация
Ники Лауда отново е най-бърз в квалификациите, но само защото той постави най-добро време преди Рони Петерсон, който отново е в добра форма зад волана на Лотус 72. Джоди Шектър е с четири десети зад тях, но с малко пред Брабам-а на Карлос Ройтеман – връщайки се в позната си форма в първите няколко състезания. Отличното представяне на Том Прайс зад волана на Шадоу продължи с пето време, като преди това той е най-бърз в четвъртък сутринта (от което уелсеца получи награда от около сто бутилки с шампанско с учтивост от „Вечерни новини“), с Джеймс Хънт до него на шеста позиция (като двамата бяха въвлечени в инциденти за последните два старта). Клей Регацони е седми пред Емерсон Фитипалди, Ханс-Йоахим Щук и Патрик Депайе. Пърли заедно с Бел останаха на три десети от място за състезанието и те заедно с Белсьо, Ломбарди, Верн Шупан, Никълсън, Гънли, Уайлдс и Кинунен са пилотите които отпадат от по-нататъшно участие.

### Състезание
Лауда отново прави добър старт, като този път Петерсон остана неподготвен, от което Регацони и Шектър се възползваха. Южно-африканецът след това успя да изпревари Регацони, който вече е преследван от Петерсон. Зад топ 4 са Ройтеман, Фитипалди, Прайс, Щук, Джаки Икс, Майк Хейлууд и Хънт. Първият отпаднал е Гетин, който използва резервния болид на Лола предназначен за Хил, след като неговия му гръмна двигателя и му отне обиколка, за да разбере обаче, че кокпита му не пасва на физиката му.
Хънт е следващият отпаднал в третата обиколка, след като част от задното му окачване се счупи на завоя Саут Бенк и Хескет-а загуби контрол. Лауда продължи да увеличи преднината си пред втория Шектър въпреки опитите на южно-африканеца да се доближи до Ферари-то, докато през това време Икс и Хейлууд спореха заедно с Щук за осмата позиция, а Мас задържаше пред себе си групата от пилоти водени от Мерцарио, преди Виторио Брамбила да изчезне с повреда в горивната система в 17-а обиколка, скоро последван от сънародника си Мерцарио в 25-а с проблеми в двигателя и Депайе със същия проблем, десет обиколки по-късно.
Но по-значимото отпадане е това на Щук, който удари силно Марч-а си в 36-а обиколка, оставяйки парчета отломки по трасето. Няколко пилота в това число Регацони и Петерсон трябваше да спрат за смяна на нови гуми, след като преминаха покрай части от Марч-а. Непознат проблем е разкрит и при двата Шадоу-а, след като долната част на шаситата бяха леко пропукани, заради характеристиката на Брандс. Жан-Пиер Жарие отпадна с повредено окачване в 45-а обиколка, докато Прайс използваше четвърта и пета предавка, за да остане в надпреварата. Хейлууд междувременно използваше по-горни предавки, за да не прегрее двигателя и все още се бореше с Икс, преди да се завърти на 360 градуса и извън състезанието.
Лауда имаше около 20 секунди пред втория Шектър, но с 20 обиколки преди финала, австриеца усети че една от гумите е засегната от отломките които Щук остави. Лауда прецени да остане на трасето и продължи да натиска, което се оказа твърде оптимистично и Шектър скоро го изпревари пет обиколки до финала. Обиколка по-късно Фитипалди също мина през Ферари-то на Лауда, от което гумата започна да се разпада и австриеца реши да спре в бокса.
Механиците на Ферари показаха тяхната запазена марка с бързата смяна на гуми и Лауда излезе от бокса на пета позиция, преди да види че изхода е блокиран от Форд Кортина, както и няколко официални лица, готвейки се за финала на състезанието. Комисарите отказаха да помръднат и Лауда, виждайки че няма друг изход реши да излезе от болида си и да се върне в бокса на своя тим, видимо със сълзи в очите. Макар това да е грешно решение на Лауда да остане на пистата, това е чиста несправедливост за това, че е задържан от официалните лица, но нищо не можеше да се направи по този въпрос и австриеца е класиран девети.
Така Шектър записа втората си победа благодарение на това което се случи с Лауда, с Фитипалди на втора позиция която го запази в битката за титлата. Икс завърши четвърти пред Регацони. Макар Лауда да бъде класиран девети все пак той е класиран пети, след като тима протестира пред организаторите за ситуацията която се случи в бокса. Ройтеман взе последната точка пред Хълм, докато Прайс пресече финала осми за първото финиширано състезание, след три отпадания. Паче заедно с Петерсон, Джон Уотсън, Жан-Пиер Белтоаз, Хил и Мас бяха останалите финиширали надпреварата, докато Франсоа Миго остана на 12 обиколки назад след дълъг стоп.

## Класиране
| Поз | No  | Пилот             | Конструктор      | Обиколки | Време/Отпадане  | Място | Точки |
| --- | --- | ----------------- | ---------------- | -------- | --------------- | ----- | ----- |
| 1   | 3   | Джоди Шектър      | Тирел-Форд       | 75       | 1:43:02.2       | 3     | 9     |
| 2   | 5   | Емерсон Фитипалди | Макларън-Форд    | 75       | + 15.3          | 8     | 6     |
| 3   | 2   | Джаки Икс         | Лотус-Форд       | 75       | + 1:01.5        | 12    | 4     |
| 4   | 11  | Клей Регацони     | Ферари           | 75       | + 1:07.2        | 7     | 3     |
| 5   | 12  | Ники Лауда        | Ферари           | 74       | + 1 Об.         | 1     | 2     |
| 6   | 7   | Карлос Ройтеман   | Брабам-Форд      | 74       | + 1 Об.         | 4     | 1     |
| 7   | 6   | Дени Хълм         | Макларън-Форд    | 74       | + 1 Об.         | 19    |       |
| 8   | 16  | Том Прайс         | Шедоу-Форд       | 74       | + 1 Об.         | 5     |       |
| 9   | 8   | Карлос Паче       | Брабам-Форд      | 74       | + 1 Об.         | 20    |       |
| 10  | 1   | Рони Петерсон     | Лотус-Форд       | 73       | + 2 Об.         | 2     |       |
| 11  | 28  | Джон Уотсън       | Брабам-Форд      | 73       | + 2 Об.         | 13    |       |
| 12  | 14  | Жан-Пиер Белтоаз  | БРМ              | 72       | + 3 Об.         | 23    |       |
| 13  | 26  | Греъм Хил         | Лола-Форд        | 69       | + 6 Об.         | 22    |       |
| 14  | 19  | Йохен Мас         | Съртис-Форд      | 68       | + 7 Об.         | 17    |       |
| Отп | 15  | Анри Пескароло    | БРМ              | 64       | Двигател        | 24    |       |
| НКл | 37  | Франсоа Миго      | БРМ              | 62       | Не е класиран   | 14    |       |
| Отп | 33  | Майк Хейлууд      | Макларън-Форд    | 57       | Завъртане       | 11    |       |
| Отп | 17  | Жан-Пиер Жарие    | Шедоу-Форд       | 45       | Окачване        | 16    |       |
| Отп | 9   | Ханс-Йоахим Щук   | Марч-Форд        | 36       | Инцидент        | 9     |       |
| Отп | 4   | Патрик Депайе     | Тирел-Форд       | 35       | Двигател        | 10    |       |
| Отп | 20  | Артуро Мерцарио   | Исо Малборо-Форд | 25       | Двигател        | 15    |       |
| Отп | 10  | Виторио Брамбила  | Марч-Форд        | 17       | Горивна система | 16    |       |
| Отп | 23  | Тим Шенкен        | Троян-Форд       | 6        | Окачване        | 25    |       |
| Отп | 24  | Джеймс Хънт       | Хескет-Форд      | 2        | Окачване        | 6     |       |
| Отп | 27  | Питър Гетин       | Лола-Форд        | 0        | Физически       | 21    |       |
| НКв | 42  | Дейвид Пърли      | Токен-Форд       |          |                 |       |       |
| НКв | 18  | Дерек Бел         | Съртис-Форд      |          |                 |       |       |
| НКв | 21  | Том Белсьо        | Исо Малборо-Форд |          |                 |       |       |
| НКв | 208 | Лела Ломбарди     | Брабам-Форд      |          |                 |       |       |
| НКв | 22  | Верн Шупан        | Инсайн-Форд      |          |                 |       |       |
| НКв | 29  | Джон Никълсън     | Линкар-Форд      |          |                 |       |       |
| НКв | 25  | Хоудън Гънли      | Маки-Форд        |          |                 |       |       |
| НКв | 35  | Майк Уайлдс       | Марч-Форд        |          |                 |       |       |
| НКв | 43  | Лео Кинунен       | Съртис-Форд      |          |                 |       |       |

## Класиране след състезанието
| Поз | Конструктор       | Точки |
| --- | ----------------- | ----- |
| 1   | Ники Лауда        | 38    |
| 2   | Емерсон Фитипалди | 37    |
| 3   | Джоди Шектър      | 35    |
| 4   | Клей Регацони     | 35    |
| 5   | Рони Петерсон     | 19    |
| 6   | Майк Хейлууд      | 12    |
| 7   | Дени Хълм         | 12    |
| 8   | Патрик Депайе     | 11    |

| Поз | Конструктор   | Точки   |
| --- | ------------- | ------- |
| 1   | Макларън-Форд | 49 (51) |
| 2   | Ферари        | 48      |
| 3   | Тирел-Форд    | 39      |
| 4   | Лотус-Форд    | 26      |
| 5   | Брабам-Форд   | 11      |
| 6   | БРМ           | 10      |
| 7   | Шадоу-Форд    | 6       |
| 8   | Марч-Форд     | 5       |